# Alessandro Ciceri
Alessandro Ciceri, detto Sandro (Erba, 10 febbraio 1932 – Monza, 5 settembre 1990), è stato un tiratore a volo e imprenditore italiano, plurivincitore di medaglie olimpiche e mondiali.

## Biografia
È stato vincitore della medaglia di bronzo nel tiro a volo nel trap alle Olimpiadi di Melbourne 1956 nella gara vinta dall'altro azzurro Galliano Rossini.
Medaglia di bronzo ai Giochi del Mediterraneo, che si sono svolti a Barcellona nel 1955.  Medaglia d'oro a squadre ai Mondiali del 1955, fossa olimpica. Ancora Medaglia di bronzo agli Europei del 1957 a Parigi, dove il fratello Daniele conquistò l'Argento. Argento a squadre, sempre con il fratello Daniele, al Mondiale del 1958, a Mosca, in URSS.
Ha sposato Maria Lodigiani, da cui ha avuto quattro figli: Massimo, Roberto, Marco, Claudio. Nella vita, oltre allo sport, ha collaborato alla crescita di Beta Utensili, azienda fondata dal nonno Alessandro, insieme al fratello Daniele.

## Palmarès
Giochi olimpici
- Melbourne 1956
  - Trap:  Bronzo

## Galleria d'immagini

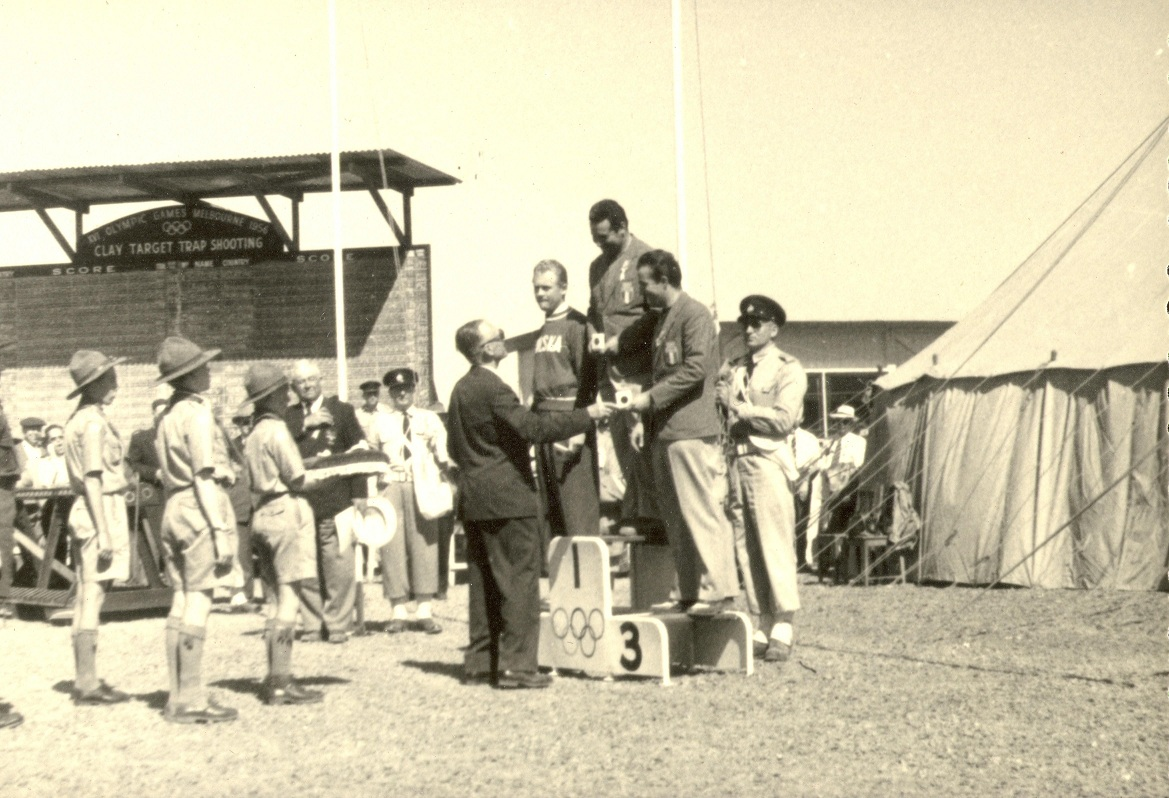
1956 Olympic Games, Melbourne
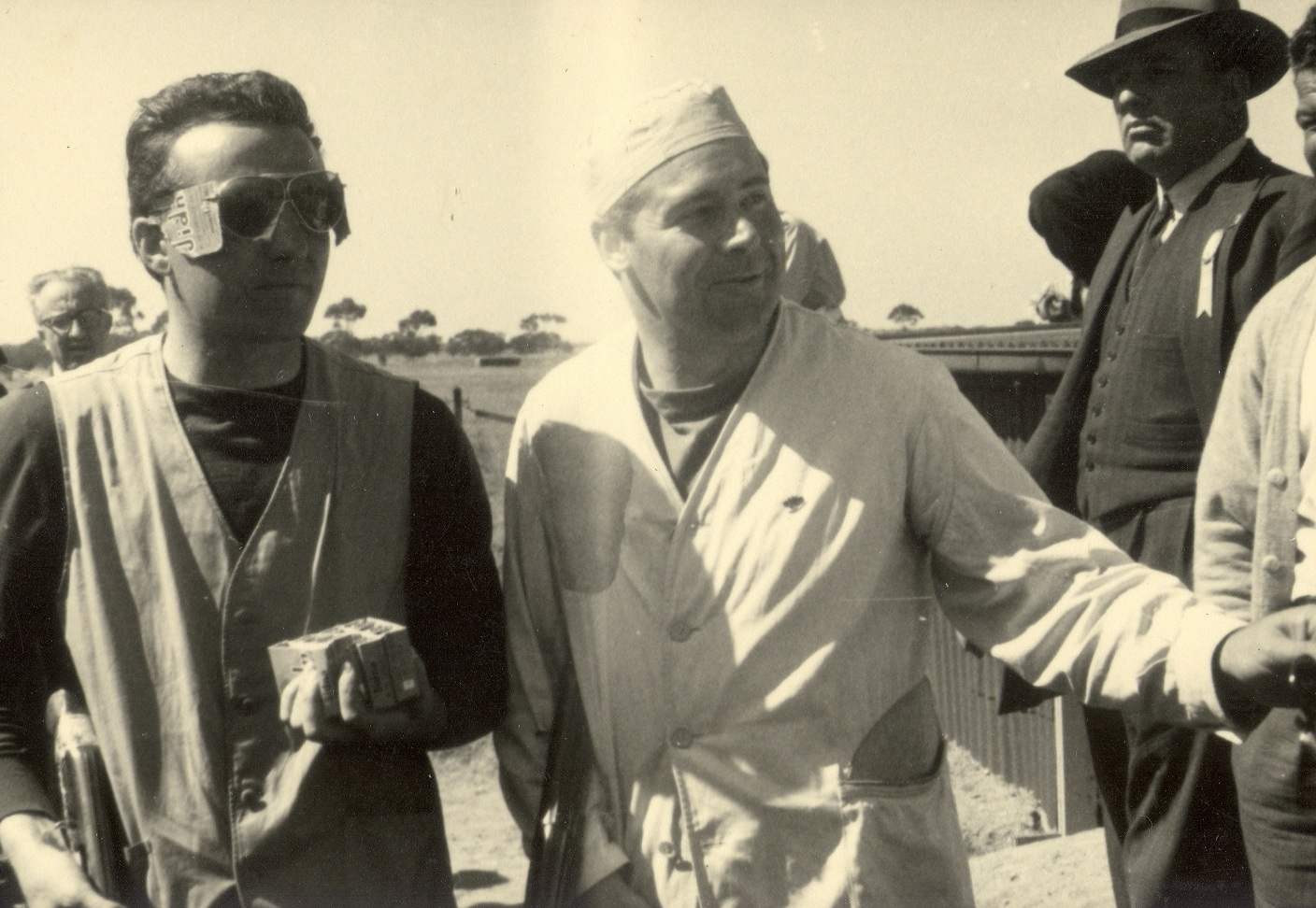
Alessandro Ciceri and Galliano Rossini at the 1956 Olympic Games, Melbourne
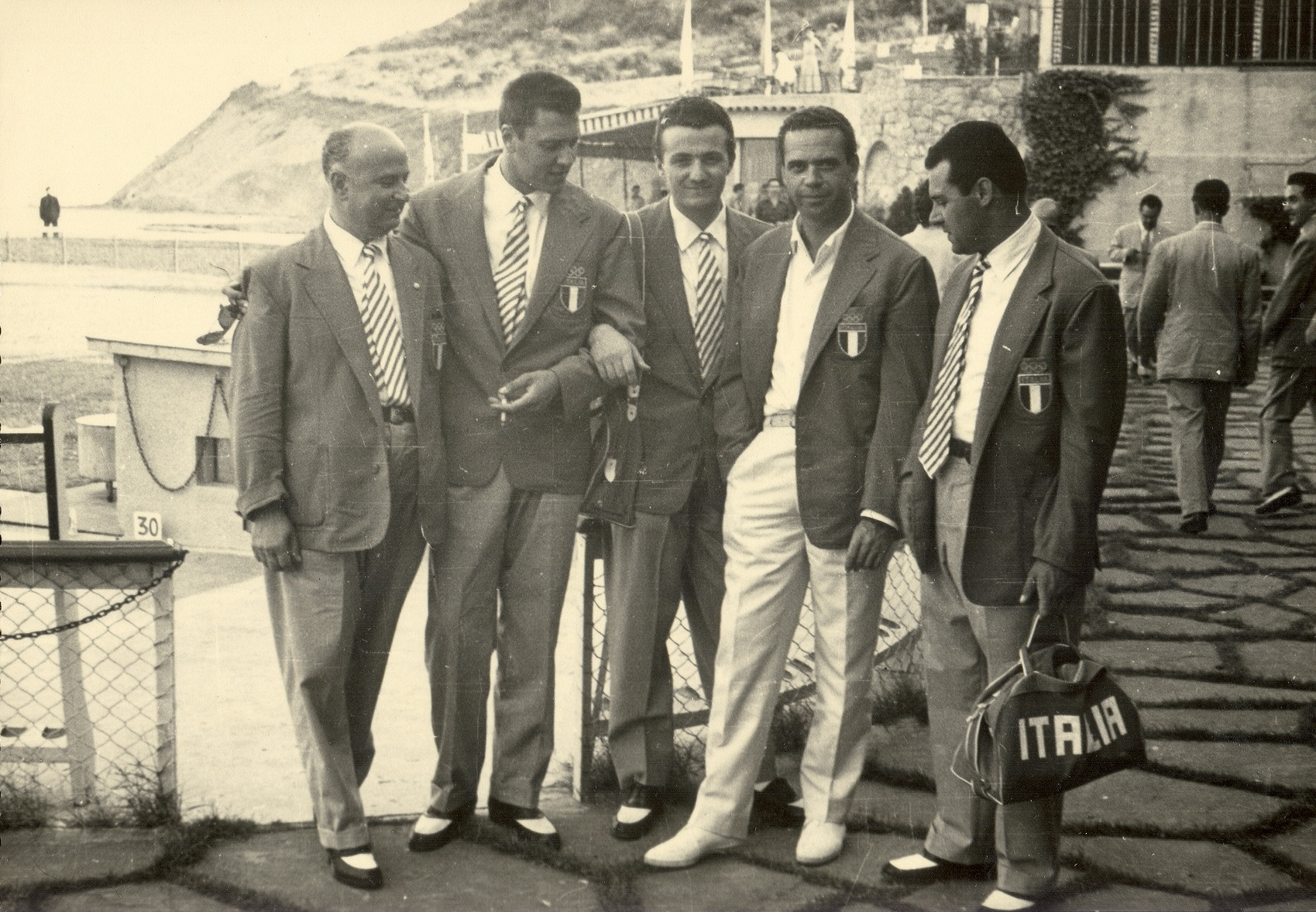
1955 Mediterranean Games, Barcelona
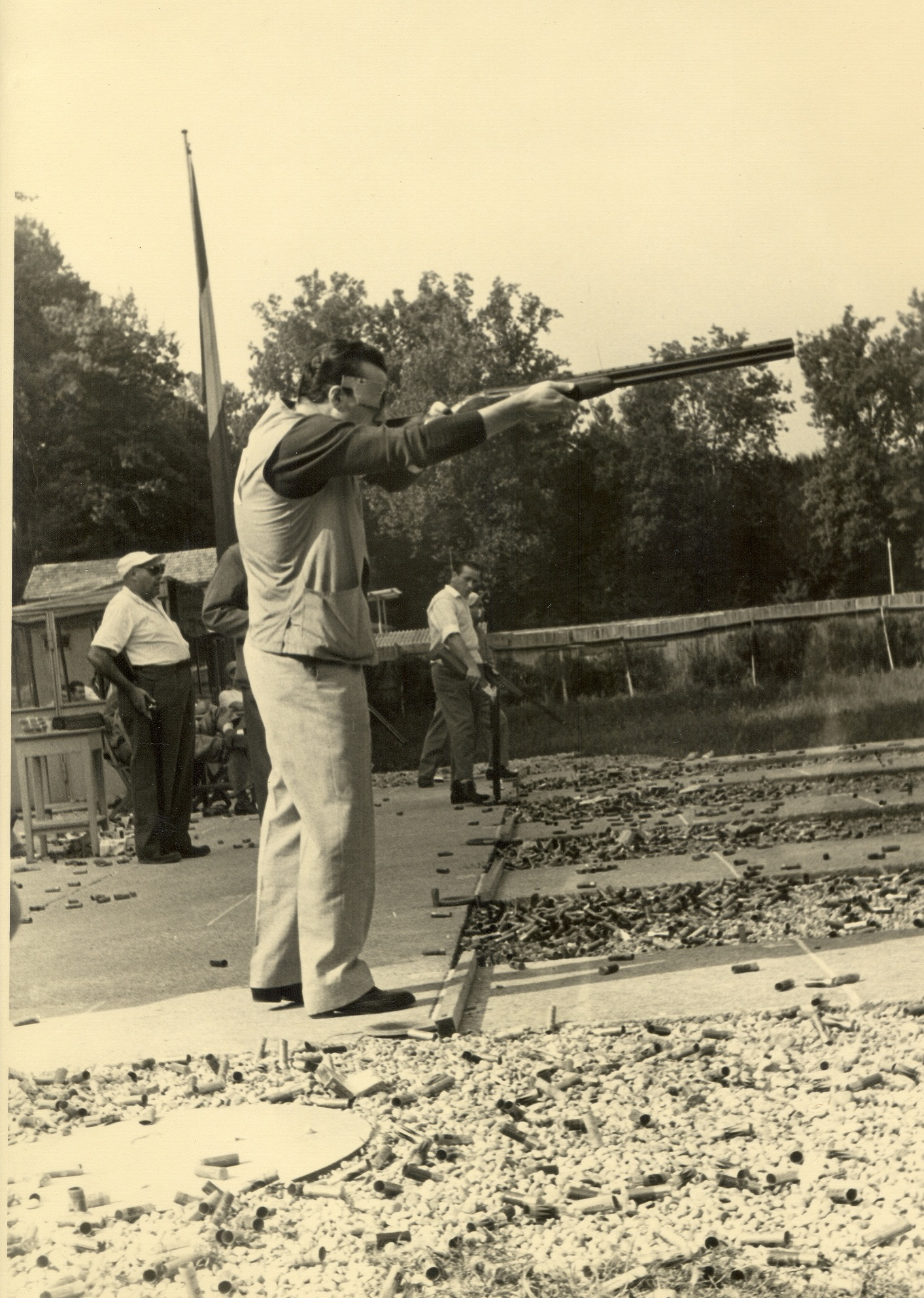
Monza, 1957
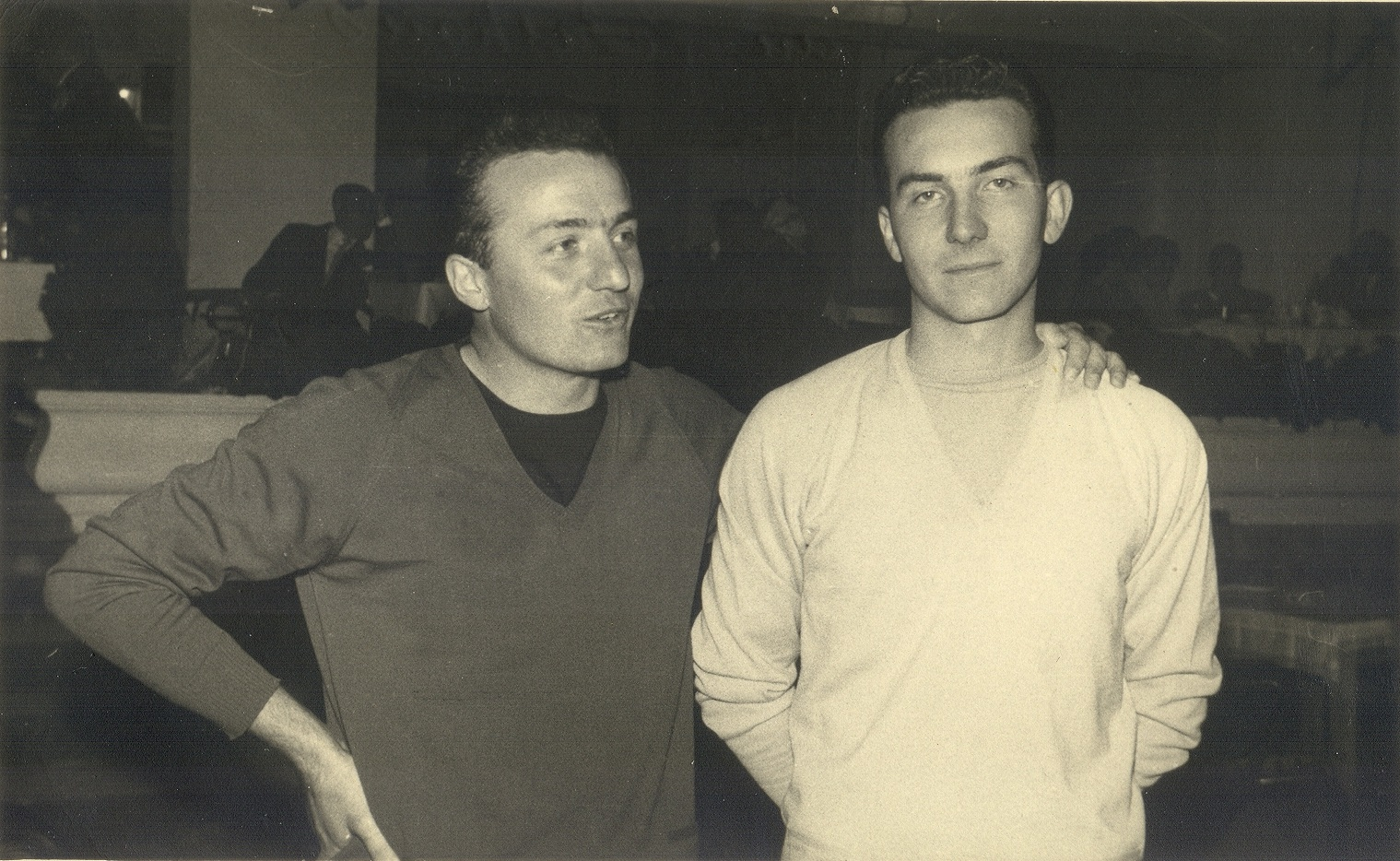
Alessandro and Daniele Ciceri, San Sebastian, 1957
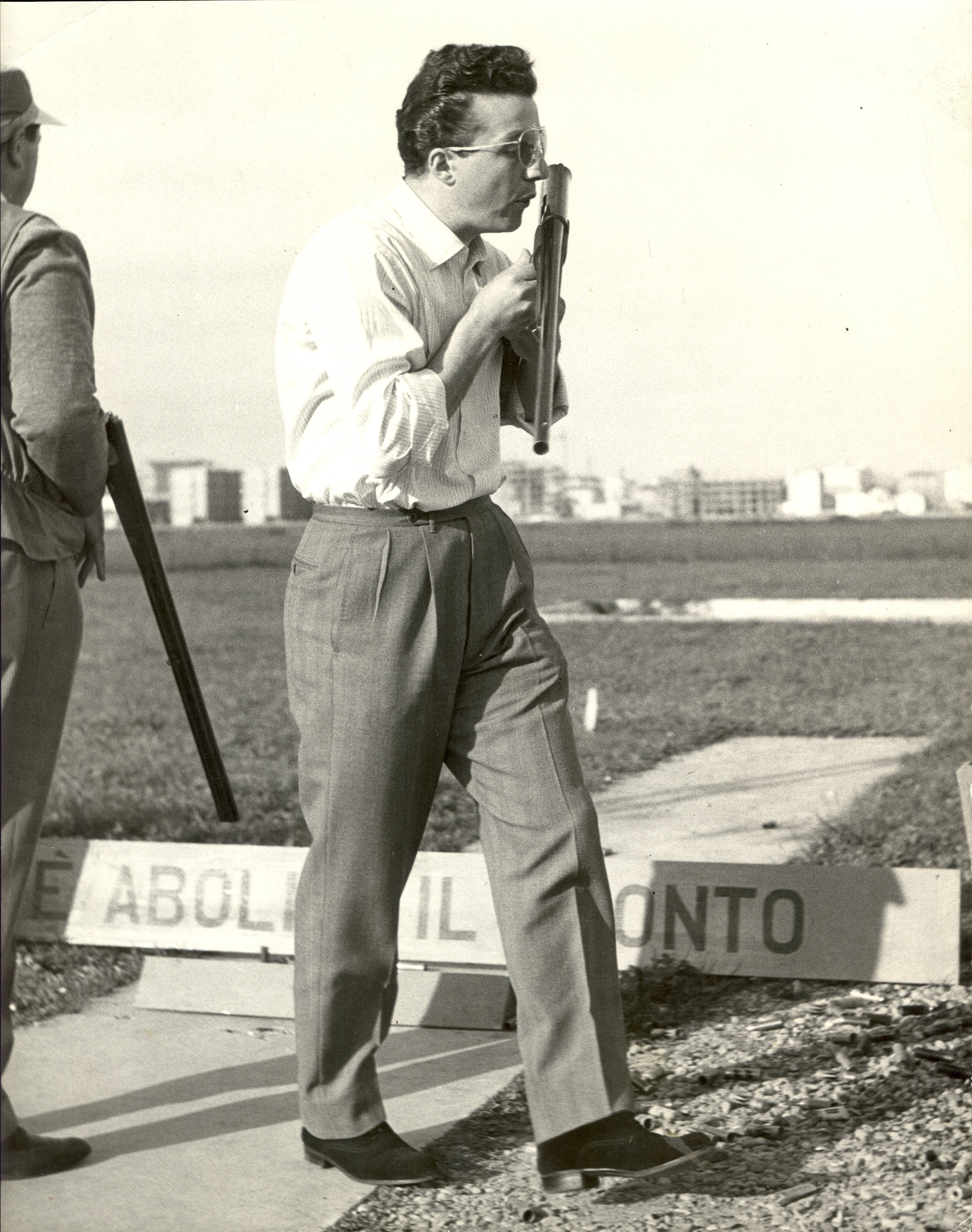
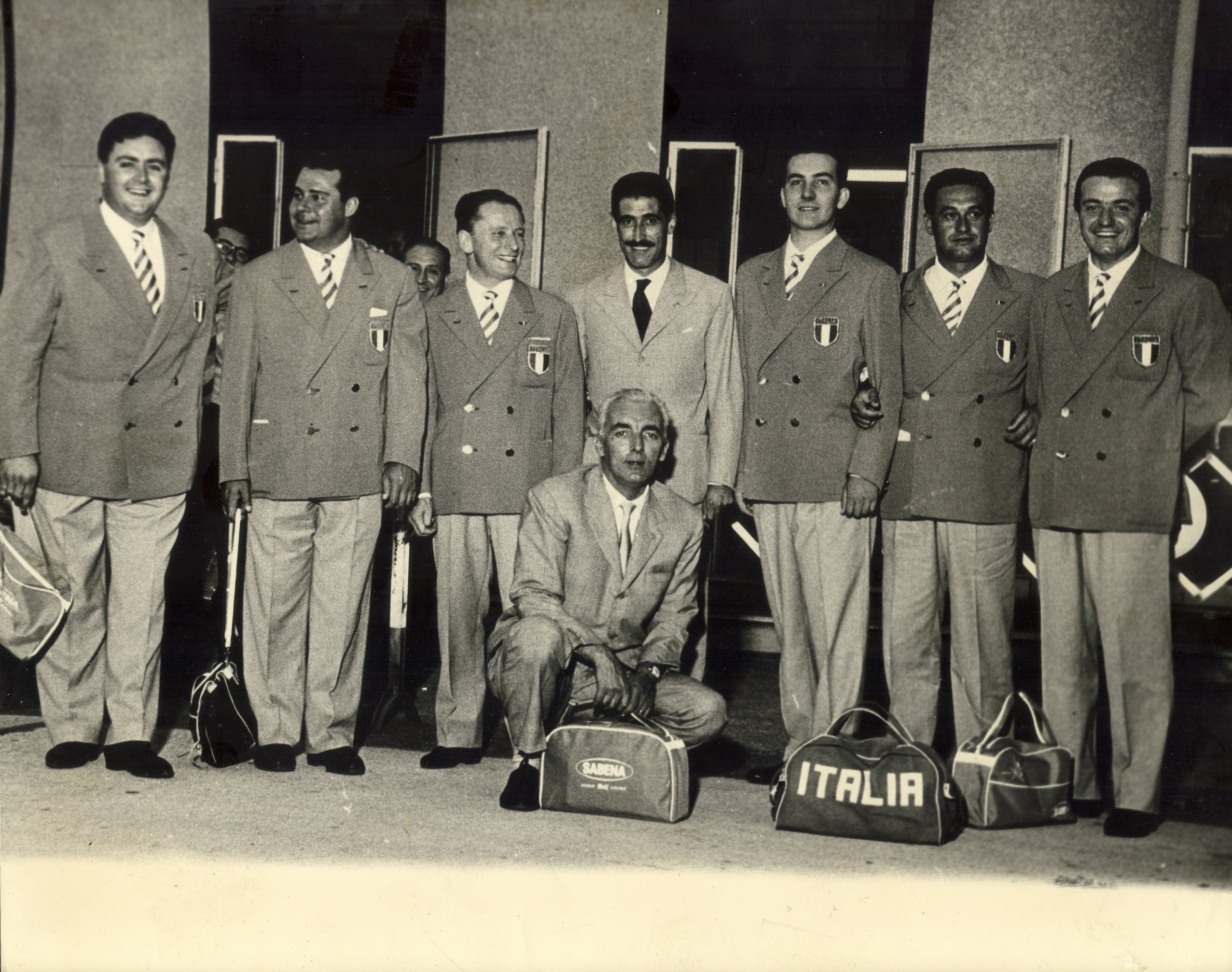